# Алефельдт, Элиза
Графиня Элиза Давидия Маргарита фон Алефельдт (нем. Elisa Davidia Margarethe von Ahlefeldt; 1788—1855) — представительница рода Алефельд, жена Адольфа фон Лютцова, дочь графа Фредерика фон Алефельдт-Лаурвига.

## Биография
Графиня Элиза Давидия Маргарита фон Алефельдт родилась 17 ноября 1788 года в замке Транкиер на острове Лангеланн, получила отличное воспитание и жила в имении Лудвигсбург с матерью (урождённой Гедеманн из Гольштейна), которая принуждена была разлучиться с мужем.
Выйдя замуж за прусского майора фон Лютцова в 1807 году, она с мужем поехала в Берлин и жила здесь в довольно ограниченном кружке знакомых.
Когда Лютцов получил позволение собрать армию вольных стрелков в 1813 году, она вместе с ним отправилась в Бреславль и здесь помогала мужу собирать и вооружать поступающих на службу вольноопределяющихся, между которыми был О. Кернер. Затем она сопровождала мужа в походе и смотрела за ранеными.
После заключения мира она жила с мужем в Берлине, после в Кёнигсберге и с 1817 года в Мюнстере.
Там с нею тогда познакомился поэт Карл Лебрехт Иммерманн, который, чувствуя на себе глубокое поэтическое влияние Элизы, питал к ней сильную любовь. Когда Лютцов захотел жениться на другой даме, брак был расторгнут, и Элиза отправилась с Иммерманном в Дюссельдорф, где тот в 1827 году получил место судебного советника. Они жили вместе на даче в Дерендорфе недалеко Дюссельдорфа, где Элиза собрала вокруг себя общество ученых и художников и воодушевляла поэта. Но Иммерман обручился с другой, тогда Элиза уехала 1839 году от него в Италию и 1840 году поселилась в Берлине.
В столице Германии она носила своё родовое имя Элиза фон Алефельдт, вошла в сношение с ученейшими людьми своего времени и умерла 20 марта 1855 года.